# Ettore Messina
Ettore Messina (Catania, 30 settembre 1959) è un allenatore di pallacanestro italiano, tecnico dell'Olimpia Milano.
È tra gli allenatori europei più titolati, potendo vantare nel suo palmarès ben trentacinque trofei con i club, compresi sette campionati italiani, tre supercoppe italiane, sei campionati russi, quattro Eurolega, una Coppa delle Coppe e tre VTB United League. Ha anche avuto una parentesi in NBA come vice-allenatore di Gregg Popovich nei suoi San Antonio Spurs dal 2014 al 2019.

## Carriera

### Club

#### Esordi e Virtus Bologna

Messina a bordo campo durante una partita nel 1990.

Trasferito da piccolo con la famiglia a Mestre, dopo aver giocato a livello giovanile, inizia ad allenare nel vivaio del Basket Mestre a soli 16 anni. Nel 1980 è nominato responsabile del settore giovanile proprio a Mestre. Nel 1982 va a Udine per essere assistente di Massimo Mangano.
Nel 1983 passa alla Virtus Bologna dove viene nominato responsabile del settore giovanile ed assistente della prima squadra e dove lavora insieme a Sandro Gamba, Alberto Bucci e Bob Hill. Nella stagione 1989-90 diventa primo allenatore della Virtus, vincendo subito Coppa Italia e Coppa delle Coppe, regalando così il primo trofeo continentale alle V nere. Nel 1984, intanto, si laurea in Economia e Commercio all'Università Ca' Foscari di Venezia.
Nell'estate del 1993 dopo avere vinto il suo primo scudetto come capo allenatore lascia l'incarico per guidare la Nazionale italiana.

#### Ritorno alla Virtus
Nel 1997, lasciata la guida della Nazionale, torna a Bologna e inizia subito a cogliere una valanga di successi: nel 1998 è doppietta scudetto-Eurolega, nel 1999 vince la Coppa Italia e nel 2001 compie il suo capolavoro con le vittorie in serie di Coppa Italia, Eurolega e campionato.
L'11 marzo 2002, a seguito di una pesante sconfitta contro la Scavolini Pesaro, il presidente Madrigali lo esonera. I tifosi insorgono e praticamente costringono il presidente a riassumerlo. Nonostante il clima evidentemente deteriorato, Messina conclude la stagione al terzo posto, conquista l'ennesima Coppa Italia ma perde la final four di Eurolega, tenutasi proprio a Bologna. L'anno seguente, senza la guida di Messina, la squadra viene "abbandonata" dal pubblico (crollo degli abbonamenti), ha un'annata disastrosa (fuori dai play-off) e, causa il non pagamento delle spettanze del giocatore Sani Bečirovič e le difficoltà finanziarie della società, la Federazione Italiana Pallacanestro ne decreta la radiazione.

#### Benetton Treviso
L'anno successivo è chiamato alla dirigenza tecnica della Benetton Treviso: la prima stagione è ricca di successi, con scudetto, Coppa Italia, Supercoppa italiana e il secondo posto in Eurolega alla Final Four di Barcellona del 2003. Nel 2004 e 2005 riconquista la Coppa Italia.

#### CSKA Mosca
Nel 2005 lascia Treviso per andare ad allenare il CSKA, club moscovita tra i più forti della pallacanestro europea, con il quale conquista prima la Coppa di Russia, e poi, nell'aprile 2006, l'Eurolega, battendo in finale i campioni in carica del Maccabi Tel Aviv, vincitori delle ultime due edizioni, nonostante l'infortunio di uno dei migliori giocatori, David Andersen.
Nella stagione 2006-07 arriva il solito dominio in Russia, bello anche il cammino in Eurolega, segnato da qualche infortunio importante. Il CSKA si presenta regolarmente alle final four di Atene, dove schiera con Óscar Torres al posto dell'infortunato David Vanterpool. L'assenza del giocatore statunitense si fa sentire, e nella finalissima la squadra di Messina viene sconfitta dal Panathinaikos, squadra di casa allenata da Željko Obradović, che già nel 2002 aveva negato a Messina la gioia del secondo successo consecutivo in Eurolega.
Nel 2007-08 Messina è ancora alla guida del CSKA di Mosca. La squadra viene ancor più rinforzata, vengono lasciati partire tra gli altri Óscar Torres, David Vanterpool e Tomas Van Den Spiegel (quest'ultimo partito ad inizio stagione per poi tornare a Mosca nel gennaio 2008), mentre dal campionato italiano arrivano il playmaker greco Nikos Zīsīs e l'ala americana Marcus Goree, mentre dai campioni d'Europa del Panathīnaïkos arriva il lituano Ramūnas Šiškauskas. I tre hanno in comune il fatto che nella stagione 2005-06 sono stati compagni di squadra nella Benetton Treviso, campione d'Italia in quell'annata.
Il 4 maggio 2008 è arrivato il suo quarto trionfo nell'Eurolega grazie alla vittoria in finale sul Maccabi Tel Aviv per 91 a 77. Dopo questo successo Messina è stato eletto miglior coach dell'Eurolega 2007-2008.
L'anno 2008-2009 non si conclude altrettanto bene poiché perderà in finale di Eurolega contro il Panathinaikos, ma darà comunque dimostrazione di una costanza ad altissimi livelli.

#### Real Madrid
Nel giugno 2009, dopo aver chiuso l'esperienza con il club moscovita e dopo esser stato accostato a squadre NBA come i New Jersey Nets e i Toronto Raptors, diventa capo allenatore del Real Madrid.
Le stagioni spagnole non sono particolarmente soddisfacenti per il coach italiano, tanto che, il 4 marzo 2011, dopo una pesante sconfitta interna contro la Mens Sana Siena, decide di rassegnare le dimissioni dalla squadra spagnola.

#### Consulente ai L.A. Lakers e ritorno al CSKA
Dopo un susseguirsi di voci viene ingaggiato dai Los Angeles Lakers, come consulente del nuovo head coach Mike Brown per la stagione 2011-12, dopo il ritiro di Phil Jackson.
Messina lascia i Los Angeles Lakers dopo una stagione, tornando ad allenare il CSKA Mosca. Con i russi vince la VTB United League 2013-2014 e il campionato.

#### Assistente ai San Antonio Spurs
Dopo due stagioni a Mosca, Messina ritorna in NBA nel 2014 come vice allenatore di Gregg Popovich ai San Antonio Spurs.
Il 26 novembre 2014 sostituisce Popovich, indisposto, nella partita contro gli Indiana Pacers: gli Spurs vincono 106-100 e Messina diviene il primo coach non nordamericano ad allenare, e vincere, una partita in NBA. Due giorni dopo, ottiene la seconda vittoria nella gara casalinga contro i Memphis Grizzlies, con il risultato di 112-104.
Durante i play-off della stagione 2017-18, sostituisce di nuovo Popovich, assente a causa della scomparsa della moglie Erin, durante la gara 3 della serie contro i Golden State Warriors. Resta head coach anche per gara 4, dove gli Spurs ottengono la vittoria per 103-90: Messina diventa il primo head-coach non nordamericano a vincere una gara di play-off.

#### Olimpia Milano
L'11 giugno 2019 viene annunciato come nuovo capo allenatore dell'Olimpia Milano, in sostituzione di Pianigiani. Messina, che ha firmato un contratto triennale, assume anche l’incarico di POBO (President of Basketball Operations) del club milanese. La sua prima stagione viene interrotta a causa della pandemia di COVID-19.
Nella sua seconda stagione come capo allenatore dei biancorossi, arrivano i primi trofei in bacheca, ovvero la Supercoppa Italiana 2020 e la Coppa Italia 2021, e le prime soddisfazioni europee: la sua squadra accede, infatti, alle Final Four dell'Eurolega per la prima volta dopo 29 anni, giungendo terza. La stagione termina, però, con una nota dolente, quella della sconfitta per 4-0 in finale di Serie A, inflittagli dalla sua ex squadra Virtus Bologna.
Nella stagione 2021-22, centra nuovamente la vittoria in Coppa Italia e conquista il campionato vincendo 4-2 la serie contro la Virtus Bologna. Con questa vittoria, il coach ha conquistato il suo quinto Scudetto in carriera, raggiungendo Valerio Bianchini e Carlo Recalcati tra coloro che hanno conquistato lo Scudetto con tre squadre diverse. Nella stagione 2022-23 vince il campionato, di nuovo in finale contro la Virtus Bologna (4-3), raggiungendo il traguardo della terza stella per i meneghini. Nell'annata 2023-24 conquista il terzo campionato consecutivo, sempre in finale contro la Virtus Bologna (3-1).
Nella stagione successiva (2024-25) viene eliminato nuovamente dalla Virtus Bologna, che già aveva impedito alla compagine meneghina l'accesso ai play-in di Eurolega.

### Nazionale italiana
Nel 1993 diventa capo allenatore della Nazionale italiana, con la quale arriva a vincere l'oro ai Giochi del Mediterraneo 1993, l'argento ai Goodwill Games di San Pietroburgo (1994) e ancora l'argento al Campionato Europeo 1997. A ciò si aggiunge che alla guida della selezione nazionale disputa anche il Campionato Europeo 1993 e quello 1995, nel quale viene eletto miglior allenatore della manifestazione.
Il 5 novembre 2015 torna ad allenare la Nazionale italiana di pallacanestro maschile, sostituendo Pianigiani.
Nel giugno 2016 guida la nazionale al torneo di Qualificazione Olimpica FIBA 2016 di Torino. Il 9 luglio gli Azzurri vengono battuti in finale dalla Croazia.
Nel 2017 disputa le qualificazioni e le fasi finali dei Campionati Europei, arrivando fino ai quarti di finale, dove la nazionale viene battuta dalla Serbia. Al termine della manifestazione, come annunciato il 15 giugno 2017, lascia il ruolo di commissario tecnico.

## Statistiche

### Campionato Italiano
| Stagione | Squadra        | Regular Season | Regular Season | Regular Season | Regular Season | Regular Season   | Post Season                                                |
| Stagione | Squadra        | V              | P              | % V            | G              | Posizione finale | Post Season                                                |
| -------- | -------------- | -------------- | -------------- | -------------- | -------------- | ---------------- | ---------------------------------------------------------- |
| 1989-90  | Virtus Bologna | 19             | 11             | 63,3           | 30             | 5º in Serie A1   | Sconfitto ai quarti di finale dal Phonola Caserta (1-2)    |
| 1990-91  | Virtus Bologna | 19             | 11             | 63,3           | 30             | 3º in Serie A1   | Sconfitto alle semifinali dal Phonola Caserta (1-2)        |
| 1991-92  | Virtus Bologna | 21             | 9              | 70,0           | 30             | 4º in Serie A1   | Sconfitto alle semifinali dalla Scavolini Pesaro (1-2)     |
| 1992-93  | Virtus Bologna | 24             | 6              | 80,0           | 30             | 1º in Serie A1   | Campione Serie A1                                          |
| 1997-98  | Virtus Bologna | 23             | 3              | 88,5           | 26             | 1º in Serie A1   | Campione Serie A1                                          |
| 1998-99  | Virtus Bologna | 20             | 6              | 76,9           | 26             | 3º in Serie A1   | Sconfitto alle semifinali dalla Pallacanestro Varese (1-3) |
| 1999-00  | Virtus Bologna | 21             | 9              | 70,0           | 30             | 2º in Serie A1   | Sconfitto alle semifinali dalla Benetton Treviso (0-3)     |
| 2000-01  | Virtus Bologna | 29             | 5              | 85,3           | 34             | 1º in Serie A1   | Campione Serie A1                                          |
| 2001-02  | Virtus Bologna | 28             | 8              | 77,8           | 36             | 3º in Serie A    | Sconfitto alle semifinali dalla Benetton Treviso (1-3)     |
| 2002-03  | Virtus Bologna | 8              | 2              | 80,0           | 10             | -                | -                                                          |
| 2002-03  | Pall. Treviso  | 30             | 4              | 88,2           | 34             | 1º in Serie A    | Campione Serie A                                           |
| 2003-04  | Pall. Treviso  | 25             | 9              | 73,5           | 34             | 3º in Serie A    | Sconfitto alle semifinali dalla Skipper Bologna (0-3)      |
| 2004-05  | Pall. Treviso  | 24             | 10             | 70,6           | 34             | 1º in Serie A    | Sconfitto alle semifinali dalla Armani Jeans Milano (2-3)  |
| 2019-20  | Olimpia Milano | 14             | 7              | 66,7           | 21             | 4º in Serie A    | Campionato sospeso, post season non disputata              |
| 2020-21  | Olimpia Milano | 22             | 6              | 78,6           | 28             | 1º in Serie A    | Sconfitto in finale dalla Virtus Bologna (0-4)             |
| 2021-22  | Olimpia Milano | 24             | 6              | 80,0           | 30             | 2º in Serie A    | Campione Serie A                                           |
| 2022-23  | Olimpia Milano | 23             | 7              | 76,7           | 30             | 1º in Serie A    | Campione Serie A                                           |
| 2023-24  | Olimpia Milano | 22             | 8              | 73,3           | 30             | 2º in Serie A    | Campione Serie A                                           |
|          | Carriera       | 343+           | 116+           | 75,7           | 459+           |                  |                                                            |

## Palmarès

### Club

#### Competizioni nazionali
- Coppa Italia: 9 (record)

Virtus Bologna: 1990, 1999, 2001, 2002
Pallacanestro Treviso: 2003, 2004, 2005
Olimpia Milano: 2021, 2022
- Campionato italiano: 7

Virtus Bologna: 1992-93, 1997-98, 2000-01
Pallacanestro Treviso: 2002-03
Olimpia Milano: 2021-22, 2022-23, 2023-24
- Supercoppa italiana: 3

Pallacanestro Treviso: 2002
Olimpia Milano: 2020, 2024
- Campionato russo: 6

CSKA Mosca: 2005-06, 2006-07, 2007-08, 2008-09, 2012-13, 2013-14
- Coppa di Russia: 2

CSKA Mosca: 2005-06, 2006-07

#### Competizioni internazionali
- Coppa delle Coppe: 1

Virtus Bologna: 1989-90
- Coppa dei Campioni - Eurolega: 4

Virtus Bologna: 1997-98, 2000-01
CSKA Mosca: 2005-06, 2007-08
- VTB United League: 3

CSKA Mosca: 2008, 2012-13, 2013-14

### Nazionale
- Giochi del Mediterraneo:

 Linguadoca-Rossiglione 1993
- Goodwill Games:

: San Pietroburgo 1994
- Europei:

 Spagna 1997

### Individuale
- Miglior allenatore della Serie A: 3

Virtus Bologna: 1997-98, 2000-01
Pallacanestro Treviso: 2004-05
- Oscar GIBA: 2

Miglior allenatore: 2001, 2004
- Aleksandr Gomel'skij Coach of the Year:' 2

CSKA Mosca: 2005-06, 2007-08
- Inserito nella FIBA Hall of Fame: 2021
- Inserito nella Italia Basket Hall of Fame: 2008
- Inserito nella VTB United League Hall of Fame: 2019[12]
- Premio Nazionale “Nico Messina”: 2023